# Danh sách năm
Dưới đây là danh sách năm.